# Adolf Huszár

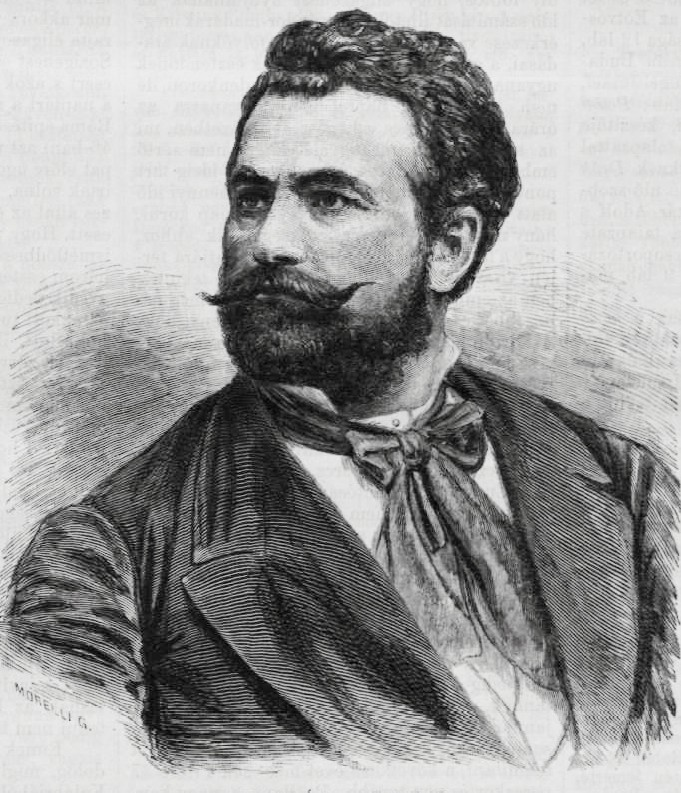
Adolf Huszár Morelli.

Adolf Huszár, född den 18 juni 1842 i Szentjakabfalva, död den 21 januari 1885 i Budapest, var en ungersk bildhuggare. 
Huszár erhöll sin främsta konstnärsutbildning i Wien. Han gjorde sig känd genom sin medverkan att hedra minnet av de statsmän och krigare, vilka kämpade för Ungerns fria statsskick. Så utgick från Huszárs ateljé de statyer av statsmännen Deák och Eötvös samt skalden Petöfi, vilka pryder var sin öppna plats i Ungerns huvudstad, den 1880 i Siebenbürgen resta statyn av general Bem samt den storartade minnesvården över de av Haynau den 6 oktober 1849 på fästningsplatsen vid Arad avrättade 13 ungerska generalerna.